# A Child of Our Time
A Child of Our Time (un enfant de notre temps) est un oratorio écrit par Michael Tippett entre 1939 et 1941.

## Description
Les textes sont du compositeur lui-même, même s'ils devaient être initialement écrits par T.S. Eliot. Le titre vient de celui d'une nouvelle écrite en 1938 par Ödön von Horváth, Ein Kind unserer Zeit,. Le titre de Horvath fait, lui, écho à la nouvelle Un héros de notre temps de Lermontov.
Celui-ci s'est, à son tour, inspiré de La Confession d'un enfant du siècle de Musset (1836).
C'est le thème d'un "jeune" qui se sent inutile, mais qui, par effet miroir, est en même temps le reflet de son temps, de la société dont il est issu.

Dans son oratorio, Tippett laisse de côté le thème du jeune inutile, pour s'interroger sur le côté sombre et clair de l'homme et de la société. Ce qu'il met en relief, c'est le thème de la persécution sociale et la résistance de l'esprit humain, celle-ci puisse être une force de destruction de la société et de soi-même.
 
Issue : réconciliation et rédemption, reflété par le choral Behold the man, the scapegoat, qui fait allusion au Behold the man of God du Messie de Haendel.

Tippett insiste sur l'idée (empruntée à Carl Jung) de l'ombre et de la lumière qui est en chacun de nous. Il faut donc "connaître son ombre et sa lumière pour faire enfin l'unité" (comme il nous le fait chanter).

D'où le final : Il n'est pas de chagrin définitif, mais un immuable espoir (Here is no final grieving, but an abiding hope).
L'histoire relatée s'inspire de celle d'Herschel Grynszpan, un jeune juif polonais qui a tué un diplomate allemand en 1938, donnant le prétexte aux nazis pour la célèbre Nuit de Cristal. On y retrouve le pacifisme du musicien, enclin à la tolérance et appelant à s'auto-critiquer plutôt que de rejeter la faute vers l'« autre ».
La musique reprend des inspirations multiples, dont certains thèmes très connus de jazz ou de negro spirituals, le musicien prenant également comme modèles les passions de Jean-Sébastien Bach ou le Messie de Haendel. La structure en trois parties est directement inspirée par cette dernière œuvre.
La première eut lieu le 19 mars 1944, à Londres, avec l'orchestre philharmonique de Londres dirigé par Walter Goehr. Parmi les solistes, figurait le ténor Peter Pears.

Selon le site des éditions Schott, consulté en août 2011, la première française de l'œuvre aurait eu lieu en mai 1996 à l’école nationale de musique de Bayonne.

## Composition
L'œuvre est composée de trois parties et son exécution dure un peu plus d'une heure.
- Première partie
  - Chœurs : The world turns on its dark side
  - Argument
  - Interlude-scène
  - A spiritual

- Deuxième partie
  - Chœurs
  - Narrateur
  - Double chœur des persécutés et des persécuteurs
  - Narrateur
  - Chœur de la droiture
  - Narrateur
  - Scène
  - A spiritual
  - Scène
  - Narrateur
  - Chœurs The terror
  - Narrateur
  - A spiritual of anger
  - Le garçon chante dans sa prison
  - Chant de la mère
  - A spiritual

- Troisième partie
  - Chœurs
  - Scène
  - Chœur et solistes
  - A spiritual